# Cholet-Pays de Loire 2010
La Cholet-Pays de Loire 2010, trentatreesima edizione della corsa e valida come evento dell'UCI Europe Tour 2010 categoria 1.1, si svolse il 21 marzo 2010 su un percorso di 200 km. Fu vinta dal colombiano Leonardo Duque, che giunse al traguardo con il tempo di 4h52'33", alla media di 41,019 km/h.
Partenza con 122 ciclisti di cui 100 tagliarono il traguardo.

## Ordine d'arrivo (Top 10)
| Pos. | Corridore          | Squadra         | Tempo    |
| ---- | ------------------ | --------------- | -------- |
| 1    | Leonardo Duque     | Cofidis         | 4h52'33" |
| 2    | Matthieu Ladagnous | FDJ             | s.t.     |
| 3    | Klaas Lodewyck     | Topsport Vl.    | s.t.     |
| 4    | Cédric Pineau      | Roubaix         | s.t.     |
| 5    | Romain Feillu      | Vacansoleil     | s.t.     |
| 6    | Kevyn Ista         | Cofidis         | s.t.     |
| 7    | Florian Vachon     | Bretagne        | s.t.     |
| 8    | Davy Commeyne      | Landbouwkrediet | s.t.     |
| 9    | Jimmy Casper       | Saur-Sojasun    | s.t.     |
| 10   | Andrea Piechele    | Carmiooro       | s.t.     |